# Marcos André
Marcos Andrés de Sousa Mendonça (Coroatá, Maranhão, Brasil, 20 de octubre de 1996), conocido deportivamente como Marcos André, es un futbolista brasileño, nacionalizado español, que juega como delantero en el Real Valladolid C. F. de la segunda división de España.

## Trayectoria
Se formó en la cantera del Guaratinguetá Futebol Ltda brasileño. En enero de 2015 llegó a España para recalar en el Celta de Vigo B y jugar la temporada 2014-15 en Segunda División B. Durante las siguientes temporadas en delantero fue cedido a la Sociedad Deportiva Club Órdenes y a la U. D. Logroñés, que más tarde se lo quedaría en propiedad. 
En la temporada 2016-17, con tan solo 20 años, completó 18 partidos con el conjunto riojano y dos goles.
En la temporada 2018-19 en las filas del participó en 38 encuentros de la Liga en Segunda División B, incluidos los partidos de promoción de ascenso a Segunda y Copa del Rey, en los que anotó 12 dianas. Al finalizar la temporada, en mayo de 2019, tras jugar tres campañas en las filas del club riojano, volvió a su país natal para incorporarse al Guaratinguetá Futebol Ltda.
En julio de 2019 el Real Valladolid C. F. lo incorporó para su filial de Segunda División B firmando un contrato por cuatro temporadas, regresando a España meses después.
Un mes después, en agosto, fue cedido al Club Deportivo Mirandés de la Segunda División por una temporada.
Para la temporada 2020-21 regresó al Real Valladolid para formar parte de la plantilla del primer equipo. Empezó la temporada 2021-22 en el conjunto vallisoletano, pero antes del cierre del periodo de fichajes fue traspasado al Valencia C. F., equipo con el que firmó un contrato de cinco años de duración.
Tras dos temporadas en el equipo ché en las que marcó cuatro goles en 54 partidos, fue traspasado a su anterior equipo, el Real Valladolid. Firmó hasta el 30 de junio de 2028 y el Valencia C. F. se quedaba el 50% de sus derechos.

## Estadísticas

### Clubes
Actualizado al último partido disputado el 10 de mayo de 2025.
| Club                           | País          | Año           | Partidos | Goles |
| ------------------------------ | ------------- | ------------- | -------- | ----- |
| Guaratinguetá Futebol Ltda     | Brasil        | 2014          | -        | -     |
| R. C. Celta de Vigo "B"        | España        | 2015-2017     | -        | -     |
| S. C. D. Órdenes (cedido)      | España        | 2015-2016     | 25       | 5     |
| U. D. Logroñés "B" (cedido)    | España        | 2016-2017     | 13       | 6     |
| U. D. Logroñés (cedido)        | España        | 2016-2017     | 18       | 2     |
| U. D. Logroñés                 | España        | 2017-2019     | 75       | 24    |
| Guaratinguetá Futebol Ltda     | Brasil        | 2019          | -        | -     |
| Real Valladolid C. F. Promesas | España        | 2019-2020     | 1        | 0     |
| C. D. Mirandés (cedido)        | España        | 2019-2020     | 45       | 12    |
| Real Valladolid C. F.          | España        | 2020-2021     | 24       | 5     |
| Valencia C. F.                 | España        | 2021-2023     | 54       | 4     |
| Real Valladolid C. F.          | España        | 2023-         | 40       | 6     |
| Total carrera                  | Total carrera | Total carrera | 295      | 64    |